# David Garrick (Schauspieler)

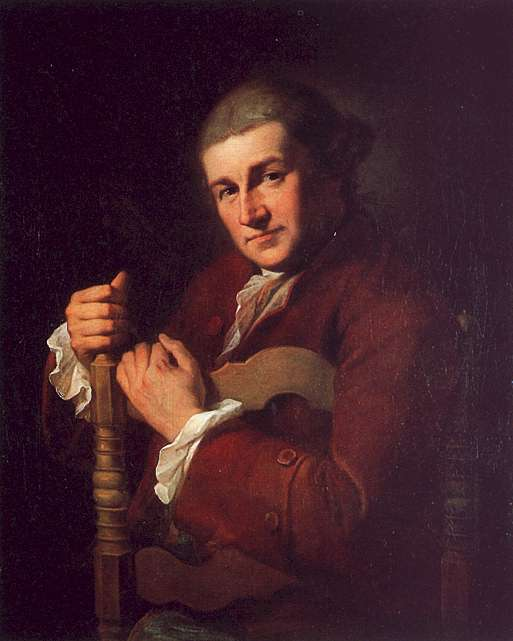
Angelika Kauffmann: Bildnis David Garrick, 1764, Stamford, Burghley House

David Garrick (* 19. Februar 1717 in Hereford, England; † 20. Januar 1779 in London) war ein berühmter Schauspieler des 18. Jahrhunderts, des Zeitalters der Aufklärung. Er war sowohl als Komödiant als auch in ernsten Rollen besonders auf den Londoner Bühnen erfolgreich. Er erwarb sich ebenfalls als Theaterdirektor und Autor von Bühnenstücken einen Namen.

## Leben

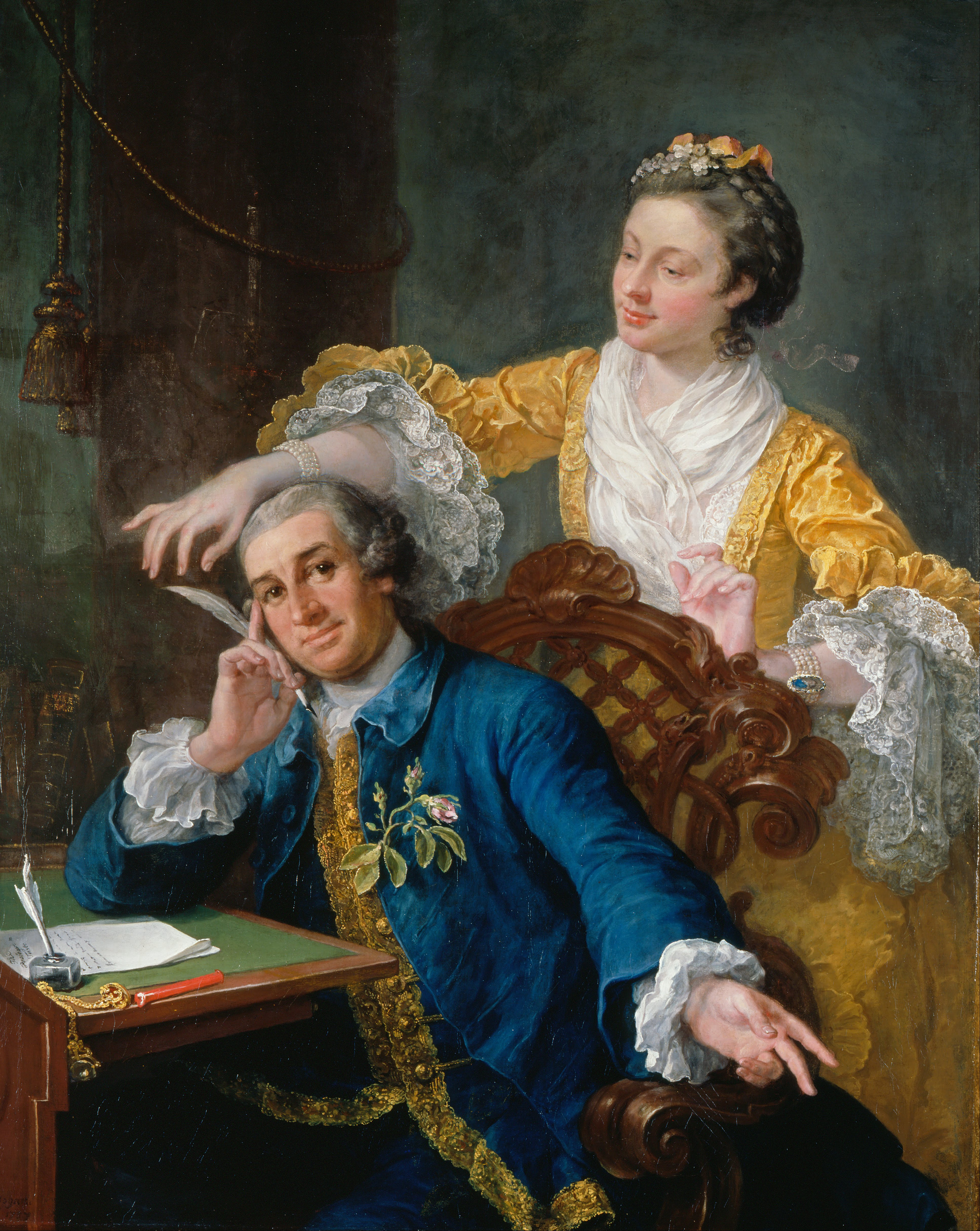
William Hogarth: Porträt des Schauspielers David Garrick und seiner Frau, 1757

David Garrick wurde am 19. Februar 1717 in Hereford, England, als Enkel eines hugenottischen Flüchtlings namens Garric oder Garrique aus Bordeaux und als dritter Sohn des Offiziers Peter Garrick und von Arabella Clough, der irischen Tochter eines Geistlichen, geboren. Er wurde, nachdem er als Elfjähriger kurze Zeit in der Handelsniederlassung seines Onkels in Lissabon gearbeitet hatte, an einer Privatschule in Lichfield unter anderem von Samuel Johnson erzogen, ging mit seinem Lehrer Johnson 1737 nach London, widmete sich dort zunächst dem Jura-Studium, war danach eine Weile als Kaufmann tätig und eröffnete mit seinem Bruder ein Weingeschäft. Doch all dies befriedigte ihn nicht, fühlte er sich doch eigentlich zur Schauspielkunst berufen, weshalb er neben seiner Tätigkeit in der Weinhandlung einige Jahre als Amateurschauspieler auftrat.
Seit 1741 endlich konnte er seiner eigentlichen Neigung frönen, denn in diesem Jahr betrat er zuerst in Ipswich unter dem Namen „Lyddel“, dann in London in einer von Colley Cibber inszenierten Shakespeare-Aufführung am Theater in Goodman’s Fields als Richard III. die Bühne und erntete als Mime sofort außerordentlichen Beifall. Nachdem er 1742 kurze Zeit in Dublin aufgetreten war, kehrte er nach London zurück und spielte mit überwältigendem Erfolg bis 1745 am Drury Lane Theatre, ging dann nach Dublin zurück, um mit Thomas Sheridan (1719–1788) die Direktion des Theaters in Sinock Ally zu übernehmen, folgte aber schon 1746 einem Ruf an das Covent Garden Theatre in London und kaufte 1747 mit James Lacy (1696–1774), das Drury Lane Theatre. Er bemühte sich hier namentlich, den Geschmack an Shakespeares Dichtungen wiederzuerwecken.

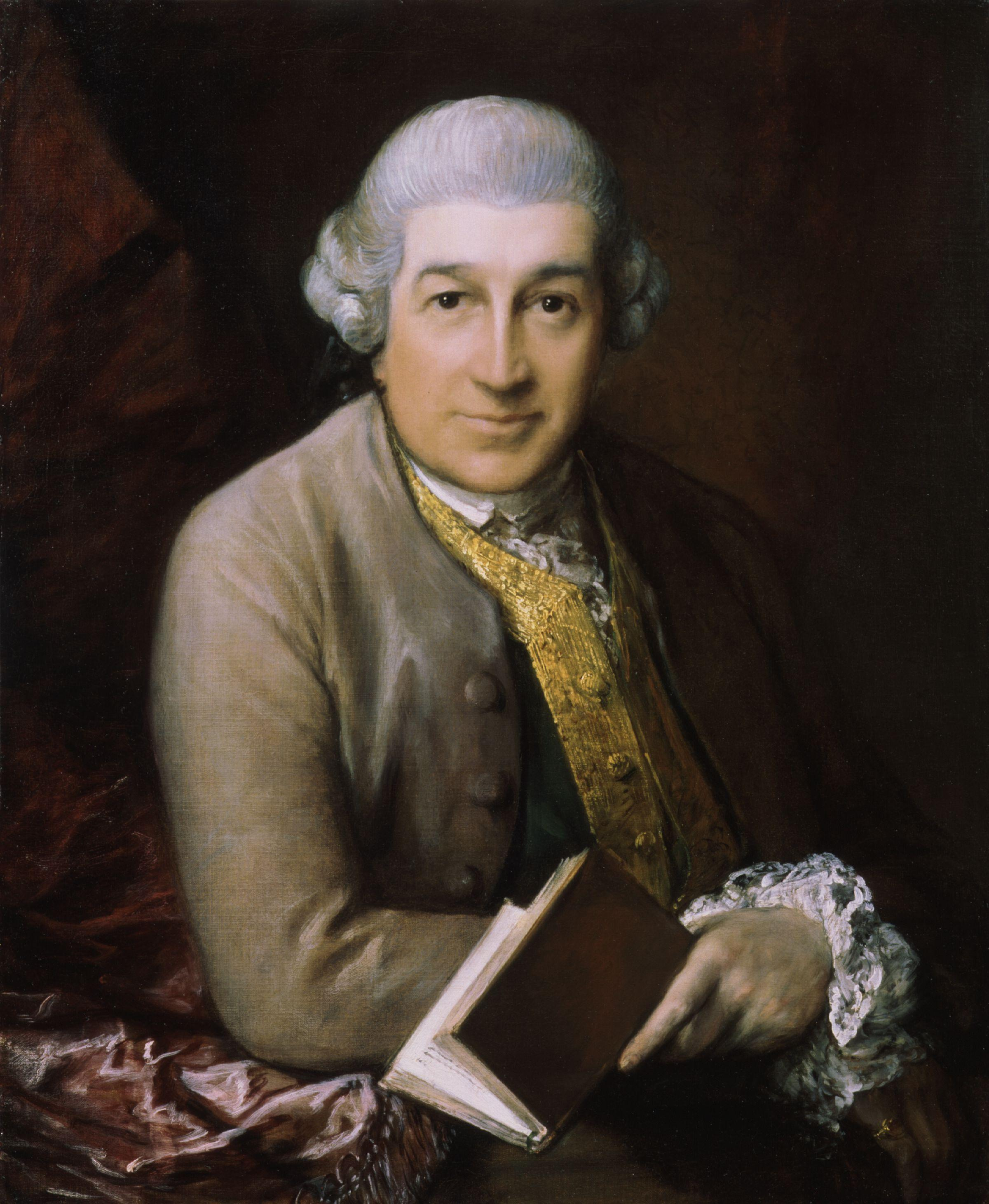
Thomas Gainsborough: David Garrick, 1770

1749 heiratete Garrick die Tänzerin Eva Maria, geborene Veigel. Sie wurde am 29. Februar 1724 in Wien geboren und war 1748 nach London gekommen, nachdem sie unter dem Künstlernamen „Violette“ bereits in Florenz und Wien als Tänzerin, die auch wegen ihrer Tugend gepriesen wurde, Erfolge feiern konnte.
Nachdem Garrick sich in den Jahren 1763–65 in Frankreich, Italien und Deutschland aufgehalten hatte, war er nach Lacys Tod bis 1776 alleiniger Direktor des Drury Lane Theatre.
Sowohl im Jahre 1763 als auch im Jahre 1765 besuchte er regelmäßig die Coterie holbachique („Holbach’sche Clique“), die Treffen im Haus von Paul Henri Thiry d’Holbach, mit dem er zeitlebens persönlich und über einen regen Briefwechsel verbunden war. Im Jahre 1765 wurde er von d’Holbach in London besucht.
1776 zog er sich in sein Landhaus bei London zurück, wo er am 20. Januar 1779 starb. Dieses Landhaus wurde Ende Oktober 2008 bei einem Feuer schwer beschädigt. Garrick hinterließ ein Vermögen von ca. 140.000 Pfund Sterling. Sein Leichnam wurde in der „Poet’s Corner“ in der Westminsterabtei am Fuße des Shakespeare gewidmeten Denkmals beigesetzt. Seine Frau überlebte ihn um mehrere Jahrzehnte. Sie starb am 16. Oktober 1822 in London im Alter von 97 Jahren.
Garrick hatte sein Mienenspiel und sein Sprachorgan auf das bewundernswürdigste in seiner Gewalt. Er war in der Lage, jeder gewünschten Leidenschaft Ausdruck zu verleihen, sodass er auf der Bühne fast gleich groß im Tragischen wie im Komischen war. Er war mit zahlreichen großen Geistern des 18. Jahrhunderts befreundet, so mit dem Autor und Lexikographen Samuel Johnson, dem Maler William Hogarth, dem Schriftsteller Oliver Goldsmith und dem französischen Aufklärer Denis Diderot. Garrick war auch Mitglied in Johnsons Literary Club. Zu seinen Bewunderern gehörte der Deutsche Georg Christoph Lichtenberg. Garricks Antlitz ist durch zahlreiche Porträts, gemalt von William Hogarth, Joshua Reynolds, Angelika Kauffmann, Pompeo Batoni, Nathaniel Dance-Holland und Thomas Gainsborough sowie durch eine Büste von Louis-François Roubiliac überliefert. 1831 wurde im Gedenken an den großen Mimen der Garrick Club gegründet, dem vor allem Schauspieler und Künstler angehören.

## Sonstiges
- Die Themse-Insel Garrick’s Ait ist nach ihm benannt worden und die einzige Insel im Vereinigten Königreich, die nach einem Schauspieler benannt wurde. Er ist weitläufig mit der Sängerin Malvina Schnorr von Carolsfeld geb. Garrigues (1825–1904) verwandt.
- 1937 wurde der Film The Great Garrick veröffentlicht, der eine fiktionale Episode aus seinem Leben darstellt.
- Der Sänger Philip Darrell Core benannte sich nach Garrick.

## Werke
Von Garricks 27 Lustspielen seien genannt:
- The Lying Valet (1741),
- Miss in her Teens (1747),
- Catherine and Petruchio und die Oper The Tempest (1756),
- das mit George Colman der Ältere bearbeitete Stück The Clandestine Marriage (1766),
- The Irish Widow (1772)
- Bon Ton, or, High Life above Stairs (1775).
- Seine Dramatic Works in drei Bänden wurden 1768 in London publiziert, eine Sammlung seiner Prologe, Episteln und Gedichte erschien in den Poetical Works of David Garrick (2 Bände, London 1785).
- Seine Korrespondenz wurde erstmals 1831 veröffentlicht (neuere Ausgabe: David M. Little/George M. Kahrl: The Letters of David Garrick, 3 Bände, London 1963),
- seine Tagebücher wurden von R. C. Alexander 1928 herausgegeben.